# Lijn 6 (metro van Madrid)
Lijn 6 is een metrolijn rond het centrum van de Spaanse hoofdstad Madrid. De grijze lijn werd geopend op 11 januari 1979. Lijn 6 telt 28 stations en een lengte van 23,5 km.
| Station               | Overstappunt | Foto * | Type                         | Geopend           | Ligging                       | Stadsdeel       |
| --------------------- | ------------ | ------ | ---------------------------- | ----------------- | ----------------------------- | --------------- |
| Ciudad Universitaria  |              | 780 !  | enkelgewelfdstation          | 13 januari 1987   | 40° 26′ 37″ NB, 3° 43′ 36″ WL | Moncloa-Aravaca |
| Vicente Aleixandre    |              | 790 !  | enkelgewelfdstation          | 13 januari 1987   | 40° 26′ 47″ NB, 3° 43′ 9″ WL  | Moncloa-Aravaca |
| Guzmán el Bueno       |              | 800 !  | enkelgewelfdstation          | 13 januari 1987   | 40° 26′ 47″ NB, 3° 42′ 44″ WL | Moncloa-Aravaca |
| Cuatro Caminos        | 01 02        | 810 !  | enkelgewelfdstation          | 17 oktober 1919   | 40° 26′ 49″ NB, 3° 42′ 14″ WL |                 |
| Nuevos Ministerios    | 08 10        | 820 !  | ondiep gelegen zuilenstation | 13 januari 1987   | 40° 26′ 47″ NB, 3° 41′ 31″ WL | Chamberi        |
| República Argentina   |              | 830 !  | enkelgewelfdstation          | 11 oktober 1979   | 40° 26′ 42″ NB, 3° 41′ 6″ WL  | Chamartin       |
| Avenida de América    | 04 09        | 1040 ! | enkelgewelfdstation          | 26 maart 1973     | 40° 26′ 19″ NB, 3° 40′ 31″ WL | Chamartin       |
| Diego de León         | 04 05        | 1200 ! | enkelgewelfdstation          | 17 september 1932 | 40° 26′ 5″ NB, 3° 40′ 29″ WL  | Salamanca       |
| Manuel Becerra        | 02           | 1480 ! | enkelgewelfdstation          | 11 juni 1924      | 40° 25′ 40″ NB, 3° 40′ 9″ WL  | Salamanca       |
| O'Donnell             |              | 1500 ! | enkelgewelfdstation          | 11 oktober 1979   | 40° 25′ 23″ NB, 3° 40′ 8″ WL  | Retiro          |
| Sainz de Baranda      | 09           | 1510 ! | enkelgewelfdstation          | 11 oktober 1979   | 40° 24′ 54″ NB, 3° 40′ 10″ WL | Retiro          |
| Conde de Casal        |              | 1650 ! | dubbelgewelfdstation         | 11 oktober 1979   | 40° 24′ 25″ NB, 3° 40′ 14″ WL | Retiro          |
| Pacífico              | 01           | 1700 ! | enkelgewelfdstation          | 8 mei 1923        | 40° 24′ 0″ NB, 3° 42′ 0″ WL   |                 |
| Méndez Álvaro         |              | 1740 ! | ondiep gelegen zuilenstation | 11 oktober 1979   | 40° 23′ 44″ NB, 3° 40′ 41″ WL | Arganzuela      |
| Arganzuela-Planetario |              | 1745 ! | ondiep gelegen zuilenstation | 26 januari 2007   | 40° 23′ 36″ NB, 3° 41′ 19″ WL | Arganzuela      |
| Legazpi               | 03           | 1810 ! | enkelgewelfdstation          | 1 maart 1951      | 40° 23′ 28″ NB, 3° 41′ 42″ WL | Arganzuela      |
| Usera                 |              | 1850 ! | ondiep gelegen zuilenstation | 26 januari 2007   | 40° 23′ 12″ NB, 3° 42′ 25″ WL | Usera           |
| Plaza Elíptica        |              | 1860 ! | ondiep gelegen zuilenstation | 7 mei 1981        | 40° 23′ 5″ NB, 3° 43′ 7″ WL   | Usera           |
| Opañel                |              | 1870 ! | enkelgewelfdstation          | 7 mei 1981        | 40° 23′ 15″ NB, 3° 43′ 23″ WL | Carabanchel     |
| Oporto                | 05           | 1880 ! | enkelgewelfdstation          | 5 juni 1968       | 40° 23′ 19″ NB, 3° 43′ 55″ WL | Carabanchel     |
| Carpetana             |              | 1890 ! | enkelgewelfdstation          | 1 juni 1983       | 40° 23′ 33″ NB, 3° 44′ 29″ WL | Carabanchel     |
| Laguna                |              | 1900 ! | enkelgewelfdstation          | 1 juni 1983       | 40° 23′ 57″ NB, 3° 44′ 40″ WL | Latina          |
| Lucero                |              | 2180 ! | kuip                         | 10 mei 1995       | 40° 24′ 18″ NB, 3° 44′ 43″ WL | Latina          |
| Alto de Extremadura   |              | 2190 ! | enkelgewelfdstation          | 10 mei 1995       | 40° 24′ 36″ NB, 3° 44′ 17″ WL | Latina          |
| Puerta del Ángel      |              | 2200 ! | enkelgewelfdstation          | 10 mei 1995       | 40° 24′ 49″ NB, 3° 43′ 38″ WL | Latina          |
| Príncipe Pío          | 10 13        | 2205 ! | kuip                         | 27 december 1925  | 40° 25′ 17″ NB, 3° 43′ 8″ WL  | Moncloa-Aravaca |
| Argüelles             | 03 04        | 2207 ! | enkelgewelfdstation          | 15 juli 1941      | 40° 25′ 50″ NB, 3° 42′ 58″ WL | Moncloa-Aravaca |
| Moncloa               | 03           | 2208 ! | kuip                         | 17 juli 1963      | 40° 26′ 4″ NB, 3° 43′ 10″ WL  | Moncloa-Aravaca |

- De sorteerwaarde van de foto is de ligging langs de lijn